# Reka Industrial
Reka Industrial Oyj  auparavant Neo Industrial est une société finlandaise basée à Hyvinkää en Finlande.

## Présentation
Reka Industrial est une société industrielle finlandaise opérant dans l'industrie du câble et du caoutchouc.
L'action B de Reka Industrial est cotée à la Bourse d'Helsinki et le siège social de la société est à Hyvinkää.
Reka Industrial a deux filiales Reka Cables et Reka Rubber.

### Reka Cables
Reka Cables est le plus grand fabricant de câbles finlandais.
Reka Cables utilise des méthodes de production et une technologie de pointe pour fabriquer des câbles moyenne tension et haute tension, des câbles de transfert de données, des câbles de contrôle et d'instrumentation, des câbles d'installation et des câbles d'alimentation.
Les principaux marchés de Reka Cables sont les pays nordiques et les pays baltes.

### Reka Rubber
Reka Rubber est l'un des principaux fournisseurs de produits techniques en caoutchouc en Europe du Nord.
L'entreprise fabrique des produits en caoutchouc de haute qualité, qui se divisent en quatre groupes de produits principaux : produits moulés, produits en caoutchouc-métal, profilés lourds et tuyaux profilés. La clientèle comprend des équipementiers des secteurs de l'équipement de transport et de l'ingénierie mécanique.